# Desmatodon curtus
Desmatodon curtus là một loài rêu trong họ Pottiaceae. Loài này được (Hedw.) Brid. mô tả khoa học đầu tiên năm 1819.